# 81 Кита b
81 Кита b (HD 16400 b) — экзопланета (газовый гигант), обращающаяся вокруг жёлтого гиганта 81 Кита. Открыта в 2008 году с помощью метода доплеровской спектроскопии группой Сато (Астрофизическая обсерватория Окаяма).